# メアリー・アリス・ヤング
メアリー・アリス・ヤング（Mary Alice Young）は、アメリカ合衆国のABC『デスパレートな妻たち』に登場する架空の人物。演ブレンダ・ストロング（Brenda Storng）、日本語版吹替えは小山茉美。

## 人物・経歴

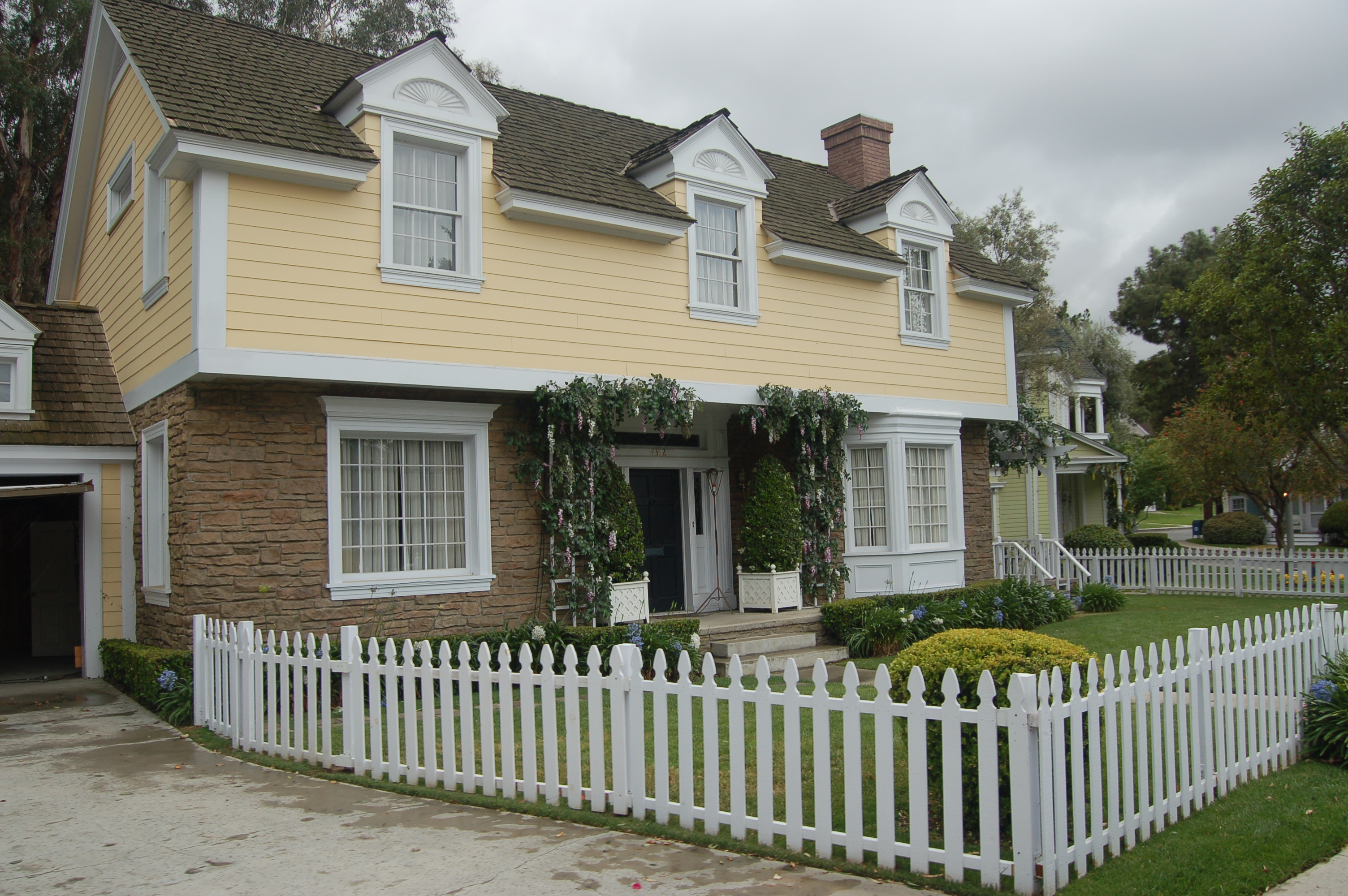
自宅

1965年11月18日生まれ。ウィステリア通り4352在住。
自身を典型的なアメリカ郊外の主婦であると紹介し、夫ポールと息子ザックと共に幸せに暮らしていた。ある木曜日、突如ホールクローゼットへ向かい拳銃を取り出し自殺する。享年38歳。

## ストーリーライン

### シーズン1
葬儀の翌日、後片付けをしていたスーザンが「あなたがしたことを知っている」という内容の手紙を発見、脅迫されていたことが判明する。
また、カウンセラーのゴールドファインの元に通っており、そこでのカウンセリングテープをブリーに見つけられ、彼女が以前アンジェラ・フォレスト（Angela Forrest）という名前だったことが判明する。
その後、殺害されたマーサ・フーバーが彼女を脅迫していた犯人だと判明するが、脅迫内容が分からずますます謎が深まる。しかし、その後やって来たマーサの姉・フェリシアは、メアリー･アリスがまだアンジェラを名乗っていた頃の同僚で、マーサの日記と当時の彼女の様子や起こった事件から核心に迫っていく。
当時、病院で看護師として働いていたアンジェラは、ヘロイン中毒患者・ディアドラから彼女の子ども・デーナを預かる。この子と夫と共に新天地で生活を一新しようと、名前をアンジェラからメアリー・アリスと変え、デーナもザックと名前を改めさせ、ウィステリア通りに引越して来た。
数年続いた幸せな生活はディアドラの訪問によって破壊される。ドラッグはもうやめたから、自分のデーナを返して欲しい、とディアドラは求める。既に自分の子として可愛がってきたザックを今さら返したくないメアリー・アリスは彼女と激しい口論になり、彼女をナイフで刺し殺してしまう。ポールと共にディアドラの死体を始末し、再び家族3人の生活を始めるのであった。

### シーズン2
終盤では回想という形で、友人たちとの出会いとなる引っ越しの場面と、その後仲良くなっていく様子が描かれる。
スーザンとの出会いは、不注意なスーザンが引っ越しの荷物を下ろそうとしてトラックの荷台に閉じ込められ、メアリー・アリスが彼女を助ける形で始まる。ブリーとの出会いは、アンドリューがヤング家の庭のカエルの置物を盗んだことを、引っ越したばかりのブリーが謝らせに来たときに始まり、ブリーの子供へのひどく厳格な態度にやや引いてしまう。リネットとは、引っ越しの最中に、双子を妊娠したことに腹を立ててトムを怒鳴りつけているところに出くわし、リネットの手強さを印象づけられる。ガブリエルとの出会いでは、挨拶に行くと、荷物もほどかないで、新婚のガブリエルとカルロスがほぼ全裸でいるのを見てしまい、気まずい思いをする。

### シーズン3
リネットは、自殺する直前のメアリー・アリスと会って話したときのことを、時おり夢にみては自殺を止めなかったことを悔やんでいる。立てこもり事件で一命を取りとめた夜、同じ夢でリネットはメアリー・アリスを止めようとするが、メアリー・アリスは予測できないことは止めようがない、と諭す。リネットは彼女への罪悪感を解かれ、以後その夢を見なくなる。
第16話では、ナレーションをレックスが務めた。現在のところナレーターを務めていないのはこの回のみである。

### シーズン4
スーザンの回想シーンで登場する。
以前、キャサリンがウィステリア通りにいたころ、当時から通りにいたスーザンとメアリー・アリスは、キャサリンが尋常ではない様子で引っ越そうとしていることに気がつく。二人は自宅を訪ねるものの、キャサリンはシカゴで急に仕事が決まったと言うだけで、十分な挨拶もないまま去ってしまった。

### シーズン5
前2シーズンと同様に、メアリー・アリスにはメインストーリーがなく、メアリー・アリスが登場するのは第13話のイーライ・スクラッグスの葬儀で、メアリー・アリス自身がイーライの人生をどのように変えたかを回想しているだけである。このシーズンではメアリー・アリスの役割は著しく減少しており、彼女は一度しか登場せず、フィナーレにも登場しません。また、彼女には何のストーリーもありません。イーディ・ブリットの死のおかげで、彼女がナレーターを務めていないエピソードもある。このシーズンでの彼女の役割は、同じことが起こったシーズン3とよく似ている。

### シーズン6
メアリー・アリスは、「エディ」のエピソード中にフラッシュバックで登場し、エディのバックストーリーを発見します。彼女は主婦たちの中で、彼がまだ幼かった頃に初めて彼と出会った人物です。彼の父親が母親と別れた後、メアリー・アリスは家族と仲良くなり、バーバラが息子にとって良い母親であることを確認しようとします。しかし、メアリー・アリスが自殺したことで、エディに好影響を与えていたメアリー・アリスも死んでしまったのではないかと推測できる。